# Ptychobela sumatrense
Ptychobela sumatrense is een slakkensoort uit de familie van de Pseudomelatomidae. De wetenschappelijke naam van de soort is voor het eerst geldig gepubliceerd in 1852 door Petit de la Saussaye.